# 李文清 (1969年)
李文清（1969年7月—），男，四川省仁寿县人，中华人民共和国政治人物。现任中国融通资产管理集团党委书记、董事长。曾任四川省人民政府党组成员、副省长。

## 生平
李文清曾任中共泸州市委常委。其后长期在四川省国有企业任职直到2022年，当年，他接替已经升任中共四川省委常委的靳磊，出任中共德阳市委书记。2024年7月，升任四川省人民政府副省长。2025年7月，调任中国融通资产管理集团党委书记、董事长。